# Київський район (Харків)
Ки́ївський райо́н — один із 9 районів міста Харкова, розташований у північно-східній частині міста. До 1957 називався Кагановичським (на честь Лазара Кагановича). Межує з Шевченківським, Салтівським і Основ'янським районами.

## Загальні відомості
Територія району становить 4 620 га, із них:
- під забудовою — 2 315 га,
- промислова зона — 356 га.

У районі є 15 парків і скверів, гідропарк, частина лісопарку. Площа зеленої зони становить 504 га. Територією району протікає ріка Харків з Журавлівським водоймищем.
До складу району входять:
- Центральна частина;
- 522 мікрорайон Салтівки,
- чотири мікрорайони Північної Салтівки: Північний-2, 3, 4, 5;
- селище П'ятихатки;
- селище Жуковського;
- Верхня та Нижня Шишківка
- селище Велика Данилівка;
- Журавлівка;
- селище Шевченки;
- селище Комунар;
- Тюрінка.

## Історія
Найстаріша частина району, Журавлівка, виникла в середині XVII століття. Вулиця Шевченка існувала вже тоді, хоча називалася Білгородським шляхом. Тоді ж почалося заселення Нагірної, північної частини міста. Забудовувалася вона дуже поволі, і в кінці XVIII століття закінчувалася біля Театрального майдану.
Тривалий час північною межею району була Мироносицька церква й однойменний цвинтар (нині сквер Перемоги). 1840 р. тут зосередилася торгівля хлібом, у зв'язку з чим Мироносицький майдан стали називати Хлібним.
Через декілька років на Сумській з'явилася низка невеликих промислових закладів. Усі вони розташовувалися на відрізку між Театральним і Мироносицьким майданами. Наприкінці XVIII століття в Харкові з'являється перша мануфактура. У Сердюківському провулку (нині вулиця Скрипника) знаходилися кар'єри із добування глини і цегляні заводи, на Громадянській вулиці — невеликі горілчаний, масляно-барвний і броварний заводи.
У 1805 р. іноземні майстри й викладачі Харківського імператорського університету першими починають заселяти Німецьку вулицю (нині вулиця Григорія Сковороди). У 60-х роках почався розпродаж під будівельні ділянки пустиря, розташованого за Мироносицьким майданом. Упродовж 10 років між Сумською і Пушкінською (Григорія Сковороди) з'явилися житлові квартали. Значне будівництво все ж таки почалося з відкриттям Технологічного інституту (Національний технічний університет «ХПІ») у 1885 р. У ті роки в ньому навчалося 500 студентів — майбутні технічні кадри для Донецько-Криворізького промислового району, а сьогодні — 15 тисяч.
Важливе явище другої половини XIX століття — стрімке зростання промислових підприємств, що випускали найрізноманітнішу продукцію. Стара друкарня 1873 р. сьогодні — Книжкова фабрика ім. М. В. Фрунзе; «Парова фабрика хіміко-фармацевтичних і галенових препаратів» (1907 р.) — Фармацевтична фірма «Здоров'я»; Суконна фабрика «Червона нитка» (1915 р.) — АТ «Харківтекстиль» випускають продукцію і сьогодні.
Розвиток у Харкові промисловості, науки, медицини не позначилося на умовах мешкання городян. Були забудовані банками, прибутковими будинками, багатими особняками нинішні майдан Конституції, вулиці Сумська, Чернишевська, Григорія Сковороди, Мироносицька, Дарвіна тощо.
У Нагірному районі в 1871 р. з'явилися перші газові ліхтарі, які пізніше замінили на електричні. 1882 р. У Харкові пустили першу конку, але тільки в 1910 р. замостили вулицю Пушкінську (Григорія Сковороди) і проклали по ній трамвайну лінію.
Зростання економіки також супроводжувалося збільшенням числа установ охорони здоров'я, освіти й культури. 1870 р. була відкрита жіноча недільна школа відомої української педагогині-просвітительки Христини Алчевської, в якій навчалися 500—700 учениць. Школа мала велику бібліотеку й музей наукових допомог. 1896 р. на Журавлівці була відкрита «Четверта народна безкоштовна бібліотека-читальня Харківського суспільства письменності». Пізніше вона переїхала на Тюрінку, де сьогодні й обслуговує своїх читачів.
У 1887 р. був створений Пастерівський прищепний інститут і бактеріологічна станція Харківського медичного суспільства (НДІ мікробіології та імунології ім. І. І. Мечникова). Це був другий у Російській імперії, після Одеського, інститут мікробіологічного профілю. Будівля інституту зведена за проєктом академіка архітектури Олексія Бекетова в 1912 р.
У 1861 р. Харківське медичне суспільство відкрило одну з перших в Росії медичних бібліотек, сьогодні це — Харківська державна наукова медична бібліотека (фонд 1,17 млн екз.). 1886 р. відкрита перша в Росії громадська бібліотека — зараз Державна наукова бібліотека ім. В. Г. Короленка, фонди якої мають 6,5 млн екз.
У 20—30 роки XX століття Київський район ввійшов до числа провідних адміністративних, культурних і навчальних центрів. На його території розмістилися будівлі ЦК КП (б) України, Раднарком, іноземні консульства. Відкрилися: клуб зв'язку, Будинок вчителя, Будинок вчених, Будинок архітекторів, творчі союзи письменників, художників, архітекторів, театр російської драми, медичне товариство тощо. Було застовано низку вишів: авіаційний, автодорожній, інженерно-будівельний, інженерів комунального будівництва, сільськогосподарський інститути.
У 1927 р. за ініціативою Антона Макаренка в північній частині району була створена Трудова дитяча комуна. На початку вихованці виготовляли нескладні металеві вироби, виконували столярні й швейні роботи. У 1932 р. на базі комуни був створений перший в СРСР завод електродрилів «ФЕД», а ще через 2 роки налагоджено виробництво першого в СРСР малоформатного плівкового фотоапарата «ФЕД». Пізніше з комуни вийшли два самостійні промислові гіганти, відомі всій країні, — заводи «ФЕД» і «Комунар».
Нині на цій території, поряд із заводами розташовані Верхня та Нижня Шишківка, частина селища Жуковського.
По праву пишається район Харківським державним авіаційним виробничим підприємством. 1926 року ним випущено перші поршневі літаки, у середині 1950-х освоєно серійне виробництво першого в світі реактивного пасажирського лайнера Ту-104. Сьогодні літаки ХАЗДАВП експлуатуються в 29 країнах світу, а сам він входить у вісімку авіаційних заводів світу, що займаються серійним виробництвом літаків.
У 1930-ті роки також було засновано інститут клінічної й експериментальної ветеринарії (1923 р.), Південдіпрошахт, УкрНДІ вогнетривів, НДІ металів, УХІН і ДІПРОКОКС (1929 р.). Саме тут у Харківському фізико-технічному інституті в 1932 році здійснена перша в Європі штучна реакція розщеплювання атомного ядра.

## Промисловість і торгівля
За підсумками 2005 р. у районі зареєстровано 2928 малих підприємств — суб'єктів підприємницької діяльності, у тому числі 2090 із них мали обсяги реалізації. Порівняно з 2004 р. кількість малих підприємств збільшилась на 4,6%, є найбільшою серед інших районів м. Харкова та становить 19,6% від міського показника. Чисельність суб'єктів підприємницької діяльності — фізичних осіб — 12750 осіб (на 9,3% більше, ніж у 2004 р.).
Середньооблікова чисельність працівників, працюючих на підприємствах малого бізнесу, склала 18521 особу (включаючи сумісників). У середньому на одному малому підприємстві працювало 6 осіб. Фонд оплати праці у 2005 р. збільшився у порівнянні з 2004 р. на 25,9% і склав 106,15 млн грн. Середньомісячна заробітна плата найманих працівників у 2005 р. зросла порівняно з 2004 р. на 31,2% і є найбільшою серед районів м. Харкова та області — 478,42 грн. (по області — 427,16 грн., по м. Харкову — 438,76 грн.).
За 2005 р. малими підприємствами району було реалізовано продукції (робіт, послуг) на загальну суму 802,8 млн грн., що становить 109,9% від обсягу реалізації 2004 р. та 18,5% від міського обсягу (2 місце в м. Харкові). Загальна сума операційних витрат з реалізації продукції (робіт, послуг) склала 811,26 млн грн.
На 1.01. 2006 року кількість магазинів у Київському районі — 668 од.:
- продовольчі — 250 од. підприємств громадського харчування — 365 од.
- у комунальній власності (шкільні їдальні) — 23 од.
- у колективній власності — 170 од.
- у приватній власності — 172 од.

об'єктів побуту — 370 од. серед яких:
- у комунальній власності — 2 од.
- у колективній власності — 180 од.
- у приватній власності — 188 од.

## Освіта та наука
На території Київського району міститься 21 вищий навчальний заклад, це найбільша кількість серед районів м. Харкові. Із них 17 — державної форми власності:
- І—ІІ рівня акредитації (технікуми, коледжі) — 6 закладів, у яких навчається 5,1 тис. студентів,
- III—IV рівня акредитації (інститути, академії, університети) — 15 закладів, у яких навчається 126,5 тис. студентів.

У Київському районі м. Харкова розташовані 30 закладів загальної середньої освіти:
- комунальної власності — 23
- приватної власності — 7

у 23 школах комунальної власності станом на 1.09.2023 р. навчається 14184 учнів, із них:
- ліцеїв — 20
- гімназій — 3

У районі діє 35 закладів дошкільної освіти. Із них:
- до комунальної власності належать 29 закладів,
- до державної власності належить 1 заклад,
- до приватної власності належать 5 закладів дошкільної освіти.

У всіх закладах освітній процес здійснюється державною мовою.
Проводиться цілеспрямована робота щодо підтримки і розвитку мережі позашкільних закладів освіти, створюються умови для їх ефективного функціонування. На теперішній час 5 позашкільних навчальних закладів системи освіти (ДЮСШ-1, 2, ЦДЮТ, ЦТТШ, школа мистецтв) відвідує 34,0% учнів загальноосвітніх навчальних закладів району (371 група та 6123 вихованців).
У районі мешкає 1676 дітей пільгового контингенту за категоріями:
- дітей-сиріт та дітей, що знаходяться під опікою — 124
- дітей-інвалідів — 149
- дітей, батьки яких є інвалідами, — 143
- дітей, батьки яких загинули під час виконання службових обов'язків, - 5, дітей-напівсиріт — 417
- дітей, які постраждали внаслідок аварії на ЧАЕС, — 224
- дітей з багатодітних сімей — 417

Чисельність працівників науково-технічної діяльності на 1.01.2006 р. — 11389 осіб (половина з яких — дослідники), що становить 41,9% від працівників науки Харківської області.
Загальний обсяг робіт, виконаних науковими організаціями району протягом 2005 р., становить 365,63 млн грн. (1 місце в м. Харкові та області). У тому числі виконано власними силами 85,8% на суму 313,62 млн грн. Частка району в обласному обсязі найбільша — 41%. Науково-технічні роботи були виконані на суму 362,4 млн грн. (128,5% від показника 2004 р.), у тому числі власними силами виконано 85,78% робіт. Серед виконаних науково-технічних робіт найбільшу частину — 57% — склали науково-технічні розробки (207,46 млн грн.).
Кількість інноваційно-активних підприємств у 2005 р. район становила — 13 підприємств. Це становило 21,3% від загальної кількості промислових підприємств району та 13,3% від кількості інноваційно-активних підприємств міста.
У 2005 р. інноваційно-активними підприємствами було реалізовано інноваційної продукції на суму 143,68 млн грн. (67,3% від обсягу реалізації минулого року), що становить 10,2% від загального обсягу промислової продукції в районі. Частина району в міському обсязі випуску інноваційної продукції — 13,3%. Протягом першого кварталу 2006 року на 16 промислових інноваційно-активних підприємствах реалізовано 55,4 млн грн. інноваційної продукції. Це 16,8% від обласного обсягу.
На підприємствах району у 2005 р. було впроваджено 23 нових технологічних процесів (10 з яких є маловідходними і ресурсоощадними) — за цим показником район посідає 2 місце в місті. Також було освоєно 35 найменувань нових видів продукції (із них 6 — нові види техніки), що становить 24,1% від міського показника (145 найменувань) — 1 місце в місті і області. Підприємства району придбали у 2005 р. 12 нових технологій (всього у м. Харкові їх було придбано 20), із них прав на патенти, ліцензій на використання об'єктів промислової власності — 4.

## Культура та туризм
На території району знаходяться комунальні установи міської мережі, які фінансуються з районного бюджету:
- Центр культури Київського району (до якого входить будинок культури в м/р В. Данилівка та меморіальний музей авіації сім'ї Гризодубових), який налічує 700 місць;
- ліцей мистецтв № 133, в якому навчається 863 учня;
- дитяча музична школа № 6 ім. М.В Лисенка та дитяча музична школа № 14 — 439 учнів.
- 9 бібліотек централізованої районної бібліотечної системи з книжковим фондом 374,0 тис. екземплярів.

На території району також знаходяться:
- Харківський академічний драматичний театр
- Академічний ляльковий театр ім. В.Афанасьєва
- Міська художня галерея ім. Васильківського
- Обласний центр народної творчості
- Художній та літературний музеї
- Державна наукова бібліотека ім. Короленка
- Обласна дитяча бібліотека
- Харківське відділення національних творчих спілок: письменників, художників, фотомитців, театральних діячів та інших творчих об'єднань.

Клубні установи:
- Палац культури НВП «Об'єднання Комунар»
- Палац студентів НТУ «ХПІ»
- Палац культури Управління внутрішніх справ Харківської області
- Палац культури профтехнавчання
- Будинок вчених
- Будинок вчителя

## Охорона здоров'я
Всього в системі управління охорони здоров'я Київського району 7 лікувально-профілактичних установ: лікувально-профілактичні установи (міська клінічна лікарня № 27, міська лікарня № 28, міська поліклініка № 10, міська дитяча поліклініка № 23), які надають першу медико-санітарну допомогу;
- пологовий будинок № 3 з жіночою консультацією, гінекологічним відділенням, пологовим відділенням;
- 2 лікувально-профілактичні установи, надають спеціалізовану медичну допомогу (стоматологічна поліклініка № 1, міський клінічний шкірно—венерологічний диспансер № 5).

Ліжковий фонд району становить 605 ліжок, потужність поліклінік — 2474 відвідувань на зміну.
Із 7 лікувально—профілактичних установ тільки міська поліклініка № 10 і поліклініка № 1 міської дитячої поліклініки № 23 розміщені в нових типових будівлях, всі інші лікувально-профілактичні заклади — у пристосованих будівлях із великим відсотком зносу.
Лікарні міського підпорядкування :
- міська клінічна лікарня № 30 — 210 ліжок
- міська клінічна лікарня № 14 — 270 ліжок
- психоневрологічний диспансер № 3
- диспансерне протитуберкульозне відділення № 5 міського клінічного протитуберкульозного диспансеру № 1 — 120 ліжок

Обласного підпорядкування:
- обласна студентська лікарня — 240 ліжок
- обласний протитуберкульозний диспансер — 200 ліжок
- обласний клінічний онкологічний диспансер — 450 ліжок
- обласний психоневрологічний диспансер

Відомчі заклади:
- Спеціалізована медико-санітарна частина № 13 — 160 ліжок
- Дитяча лікарня Південної залізниці — 150 ліжок
- Поліклініка УВС, СБУ
- Стоматологічна поліклініка № 220

## Спорт
У районі працюють Харківське обласне вище училище фізичної культури та спорту, 10 ДЮСШ (у тому числі3 — СДЮШОР).

## Житлове господарство
Станом на 1.01. 2006 року експлуатація житлового фонду в районі здійснюється КВЖРЕП-1, КВЖРЕП-2, ЖБК, відомчими житлово-експлуатаційними підприємствами.

### КВЖРЕП-1
Загальна площа обслуговування 1285,5 тис. м². Має на балансі 627 житлових будинків, житловою площею — 887,0 тис. м². Чисельність населення — 47,5 тис. чол.

### КВЖРЕП-2
Загальна площа обслуговування 1422,1 тис. м². Має на балансі 251 житлових будинків, житловою площею — 855,1 тис. м². Чисельність населення — 66,0 тис. чол.
Рівень оснащення жилого фонду: — водопроводом 98,3 (КВЖРЕП-1), 100,0 (КВЖРЕП-2)
- каналізацією 98,3 (КВЖРЕП-1), 100,0 (КВЖРЕП-2)
- центральним опаленням 97,2 (КВЖРЕП-1), 100,0 (КВЖРЕП-2)
- гарячим водопостачанням 91,0 (КВЖРЕП-1), 91,0 (КВЖРЕП-2)
- газом 96,0 (КВЖРЕП-1), 84,0 (КВЖРЕП-2)
- електроплитами 2,0 (КВЖРЕП-1), 16,0 (КВЖРЕП-2)
- ліфтами 54,0 (КВЖРЕП-1), 85,9 (КВЖРЕП-2)
- сміттєпроводом 35,0 (КВЖРЕП-1), 85,9 (КВЖРЕП-2)

### ЖБК
На території району розташовані 39 житлово-будівельних кооперативів:
- на території КВЖРЕП-1 — 9 од., загальною площею — 107,1 тис. м², чисельність населення — 4,4 тис. чол.
- на території КВЖРЕП-2 — 30 од., загальною площею — 232,0 тис. м², чисельність населення — 9,7 тис. чол.

### Відомчі ЖЕП
На території району розташовані 56 будов відомчого житла
- на території КВЖРЕП-1 — 45 буд., загальною площею — 46,4 тис. м², чисельність мешканців — 1,6 тис. чол.
- на території КВЖРЕП-2 — 11 буд., загальною площею — 35,7 тис. м², чисельність мешканців — 1,9 тис. чол.

### ОСББ
На території КВЖРЕП-1 розташовані 26 будинків об'єднань співвласників багатоповерхових будинків загальною площею — 40,5 тис. м², чисельність мешканців — 1,1 тис. чол.
На території КВЖРЕП-2 міститься 1 будинок об'єднань співвласників багатоповерхових будинків загальною площею — 7,2 тис. м², чисельність мешканців — 0,3 тис. чол.
Середній вік технічного стану житла: КВЖРЕП-1 −71 рік, КВЖРЕП-2 — 53 роки

### Електропостачання
Електропостачання району здійснює Центральний район електромереж підприємства «Міські електричні мережі». Обслуговує:
- трансформаторних підстанцій — 297 од.
- розподільчих підстанцій — 22 од.
- повітряних ліній — 157 км
- кабельних ліній — 747 км
- кабельних вводів — 5645 од.

### Зовнішнє освітлення
Зовнішнє освітлення в районі обслуговує район № 1 електромереж зовнішнього освітлення підприємства «Міськсвітло»:
- мережі зовнішнього освітлення — 32,6 км,
- кабелів — 104,8 км,
- світлоточок — 10271од.

у тому числі:
- газорозрядних світлоточок — 6155 од.
- опор — 3110 од.

### Каналізація та водовідведення
Каналізаційне господарство району обслуговується районною дільницею комплексу «Харківводовідведення» ДКП КГ «Харківкомуночиствод». Довжина мереж каналізації по Київському району становить 170,31 км; експлуатується 7125 каналізаційних колодязів.
Зливова каналізація району експлуатується комплексом з експлуатації об'єктів водозниження та зливової каналізації. Має на своєму балансі:
- зливової каналізації — — 27,6 км,
- внутрішньо-квартальних мереж — 31,7 км.

### Газопостачання
Газопостачання споживачам району забезпечує управління газового господарства Київського району. Експлуатуються газові мережі:
- середнього тиску — 267,7 км
- низького тиску — 291 км

Встановлено газового устаткування:
- газових розподільчих пунктів — 34 од.
- шафових розподільчих пунктів — 47 од.
- газових лічильників — 2677 од.
- опалювальних приладів — 12406 од.
- газових приладів — 98703 од.

### Водопостачання
Система водопостачання експлуатується районною дільницею КПП «Вода». Обслуговує:
- трубопроводів холодного водопостачання, — 239,9 км,
- в тому числі водопровідні мережі та водоводи — 219,1 км,
- абонентські підключення (водопровідні вводи) — 20,8 км.
- засувки — 3186 од.
- пожежні гідранти — 730 од.
- оглядові колодязі — 2398 од.
- водорозбірні колонки — 310 од.

### Теплопостачання
Теплопостачання району здійснює Київська філія КП «Харківські теплові мережі». Обслуговує:
- теплові мережі в двотрубному обчисленні, — 166,86 км.
- в тому числі магістральних теплових мереж — 72,08 км.
- котельні, ТРС — 19 од.
- вбудовані бойлерні — 32 од.
- вузли змішування — 2 од.
- насосні станції — 2 од.

### Шляхове господарство
Утримання шляхів району здійснюється КШЕП-2 Київського району. Шляхова мережа Київського району становить 4008,3 тис. м², у тому числі:
- шляхи з твердим покриттям — 1040,4 тис. м²
- шляхи з щебеневим покриттям — 636,8 тис. м²
- ґрунтові шляхи — 2331,1тис. м²

Крім того, КШЕП-2 обслуговують:
- закриту зливову каналізацію — 2540 п.м.
- відкриту зливову каналізацію — 4970 п.м.
- оглядові колодязі — 201 шт.
- дощоприймальні колодязі — 463 шт.